# Jacob Le Maire
Pour les articles homonymes, voir Le Maire.
Jacob Le Maire, né en 1585 à Anvers et mort en mer le 31 décembre 1616, est un explorateur et marin néerlandais à qui l'on doit la découverte du détroit portant son nom, entre la Terre de Feu et l'île des États, en Argentine. Il est le premier marin à franchir le cap Horn, prouvant ainsi que la Terre de Feu n'était pas un continent.  

## Biographie
Le père de Jacob, Isaac Le Maire, était un commerçant issu d'une famille de la petite noblesse de Tournai (Belgique) réfugié dans les Provinces-Unies. En tant que fondateur de la Compagnie australienne, il s'était vu attribuer le droit de faire quatre voyages de découverte et de commerce avec les Moluques. Il ne pouvait toutefois exploiter ce commerce très profitable sans trouver une alternative aux deux voies de navigation existantes, à savoir le cap de Bonne-Espérance et le détroit de Magellan, car il aurait dû payer de fortes redevances à la Compagnie néerlandaise des Indes orientales qui en avait le monopole. 
Persuadé qu'il était possible de trouver un nouveau passage, il réussit à convaincre les commerçants de la petite ville de Hoorn de financer une expédition composée de deux navires. L'expédition embarqua le 14 juin 1615.  Son fils Jacob était aux commandes de l'Eendracht, et Willem Cornelisz Schouten aux commandes du Hoorn.  Le 29 janvier 1616, ils découvrirent effectivement un passage autour de la pointe sud du continent américain, qu'ils nommèrent Kaap Hoorn.
Le 14 mai, ils abordent l'île de Niuafoʻou. Le 16 mai 1616, ils jettent l'ancre aux îles Tonga. Ils découvrent les îles Horn, actuellement françaises. Mais au mois d'octobre, alors qu'ils abordent Java, ils sont arrêtés par des agents de la Compagnie néerlandaise. Les deux marins sont reconduits enchaînés aux Pays-Bas et l'Eendracht est confisqué, le Hoorn ayant auparavant sombré lors d'un incendie en Patagonie. Jacob Le Maire meurt à l'âge de 31 ans pendant le voyage entre Java et Amsterdam.
Son père Isaac intente un procès à la Compagnie néerlandaise et est dédommagé trois ans plus tard. La Compagnie dut non seulement remplacer le navire et la cargaison en plus des intérêts perdus, mais dut aussi reconnaître que Jacob Le Maire avait découvert un nouveau passage autour du cap Horn. 
Outre le détroit qui porte son nom, les îles Schouten orientales au large de la Nouvelle-Guinée sont quelquefois nommées îles Le Maire pour les distinguer d'autres  îles Schouten plus à l'ouest.

### Sources et bibliographie
- (en) Edward Duyker (ed.) Mirror of the Australian Navigation by Jacob Le Maire : A Facsimile of the 'Spieghel der Australische Navigatie…' Being an Account of the Voyage of Jacob Le Maire and Willem Schouten 1615-1616 published in Amsterdam in 1622, Hordern House for the Australian National Maritime Museum, Sydney, 1999, p. 202,  (ISBN 1-875567-25-9).
- Alban Van der straten, Les explorateurs belges, Bruxelles, Mardaga, 2016, 1re éd., 400 p.